# Латеральная прямая мышца головы
Латера́льная пряма́я мы́шца головы́ (лат. Musculus rectus capitis lateralis) начинается от передней части поперечного отростка атланта, направляется вверх и кнаружи и прикрепляется к околососцевидному отростку яремного отростка затылочной кости.

## Функция
Наклоняет голову в свою сторону; при двустороннем сокращении наклоняет голову вперёд.